# FC Espoo
FC Espoo är en fotbollsförening i Esbo. Föreningen uppstod 1989. Klubbens herrlag spelar år 2024 i Kolmonen, medan damlaget spelar i Kakkonen. Skjortorna är mörkblåa.  